# Brad Paisley Christmas
| Оценки критиков      | Оценки критиков |
| Источник             | Оценка          |
| -------------------- | --------------- |
| About.com            | [ 1 ]           |
| Allmusic             | [ 2 ]           |
| Entertainment Weekly | B+              |

Brad Paisley Christmas — студийный альбом американского кантри-певца и автора-исполнителя Брэда Пейсли, изданный 10 октября 2006 года на лейбле Arista Nashville. Диск стал первым рождественским праздничным альбомом для певца и достиг № 8 в кантри-чарте Top Country Albums (США) и № 2 в Billboard Top Holiday Albums.

## История
Альбом вышел 10 октября 2006 года на студии Arista Nashville. Брэд Пейсли был соавтором нескольких песен, продюсером альбома был Фрэнк Роджерс. Представляет собой смесь традиционных рождественских праздничных и новых авторских песен. Диск достиг № 47 в хит-параде Billboard 200, а также диск стал № 8 в кантри-чарте Top Country Albums. Альбом получил в целом положительные отзывы музыкальных критиков и интернет-изданий, например от таких как AllMusic, About.com.

## Список композиций
| №                   | Название                                                       | Автор(ы)                            | Длительность |
| ------------------- | -------------------------------------------------------------- | ----------------------------------- | ------------ |
| 1.                  | «Winter Wonderland»                                            | Felix Bernard, Dick Smith           | 3:31         |
| 2.                  | «Santa Looked a Lot Like Daddy»                                | Buck Owens, Don Rich                | 4:14         |
| 3.                  | «I'll Be Home for Christmas»                                   | Kim Gannon, Walter Kent, Buck Ram   | 4:05         |
| 4.                  | «Away in a Manger»                                             | James R. Murray, Dr. John McFarland | 4:47         |
| 5.                  | «Penguin, James Penguin»                                       | Brad Paisley, Frank Rogers          | 3:18         |
| 6.                  | «364 Days to Go»                                               | Paisley, Kevin Marcy                | 4:28         |
| 7.                  | «Jingle Bells» (instrumental)                                  | Traditional                         | 3:05         |
| 8.                  | «Silent Night»                                                 | Franz Gruber, Josef Mohr            | 4:08         |
| 9.                  | «Born on Christmas Day»                                        | Paisley                             | 4:59         |
| 10.                 | «Silver Bells»                                                 | Ray Evans, Jay Livingston           | 4:09         |
| 11.                 | «Kung Pao Buckaroo Holiday» (featuring the Kung Pao Buckaroos) | Paisley, Rogers                     | 5:23         |
| 12.                 | «Little Jimmy Dickens Outtake» (hidden track)                  |                                     | 0:34         |
| Общая длительность: | Общая длительность:                                            | Общая длительность:                 | 45:41        |

## Чарты

### Альбом
| Чарт (2006)                       | Высшая позиция |
| --------------------------------- | -------------- |
| U.S. Billboard Top Country Albums | 8              |
| U.S. Billboard 200                | 47             |
| U.S. Billboard Top Holiday Albums | 2              |